# August Cramer
August Cramer (Pfäfers, 10 novembre 1860 – Gottinga, 5 settembre 1912) è stato uno psichiatra tedesco.

## Biografia
Studiò medicina a Marburgo e Friburgo, conseguendo la sua laurea in medicina nel 1887. Nel 1889 iniziò a lavorare al manicomio a Eberswalde, e nel 1895 ottenne la sua abilitazione in psichiatria all'Università di Gottinga, dove in seguito divenne professore e direttore di la clinica psichiatrica. A Gottinga aiutò a fondare la Provinzial-Jugendheim, un'istituzione per il trattamento e l'educazione della gioventù psicopatica.
Cramer pubblicò numerosi saggi sulla psichiatria clinica, sulla patologia cerebrale, sull'anatomia patologica, ecc. Tra i suoi libri più noti c'era un trattato di psichiatria forense intitolato Gerichtliche Psychiatrie. Ein Leitfaden für Mediziner und Juristen, e un libro di testo sui disturbi nervosi nei bambini intitolato Handbuch der Nervenkrankheiten im Kindesalter avendo come co-autori Ludwig Bruns (1858-1916) e Theodor Ziehen (1862-1950).